# Warneckea wildeana
Warneckea wildeana är en tvåhjärtbladig växtart som beskrevs av Jacq.-fel.. Warneckea wildeana ingår i släktet Warneckea och familjen Melastomataceae. IUCN kategoriserar arten globalt som sårbar. Inga underarter finns listade i Catalogue of Life.